# Christian Servina
Christian Servina est un dramaturge seychellois né le 9 octobre 1963 à Victoria sur l'île de Mahé aux Seychelles.

## Biographie
Christian Servina est né le 9 octobre 1963. Il étudie au Seychelles College, puis travaille cinq ans au Service national de la jeunesse des Seychelles, entre 1983 et 1986. Jusqu'en 1998, il dirige la troupe du Théâtre national, laquelle dépend du Conseil national des arts du Ministère de l’Éducation et de la culture. Depuis lors, il dirige sa propre troupe, appelée Teatr Veyez.
En 1992, il reçoit le prix du meilleur metteur en scène de théâtre pour la période 1988-1992 aux Seychelles. Il est de nouveau honoré en 2006, lorsqu'il est sacré meilleur dramaturge pour l'année 2004.

## Œuvres

### Production
Il est considéré comme l'un des deux fondateurs du théâtre seychellois — théâtre entendu au sens européen du terme — avec John Etienne. Il comptait en 2004 une vingtaine de pièces à son actif. Ses thèmes abordent des thèmes relevant tant de la politique, des faits sociétaux que de la sexualité. Il a également écrit des pièces pour enfants.

## Liste
Son œuvre est en créole seychellois :
- (crs) Christian Servina, Aret devant !, Chevagny-sur-Guye, Département de La Réunion, coédition avec les Éditions Orphie, coll. « Prix de l'Océan Indien », 2004, 75 p. (ISBN 2-87763-238-5, BNF 39971565).
- Lo Stenn (traduction : L'Arrêt de bus)[3]
- Solisyon fatal (traduction : Solution mortelle)[3]
- Goula i la (théâtre pour enfants)[3]